# Koželjnica
Koželjnica (latinsko radius) je kost roke, ki leži na palčevi strani podlakta. Proksimalna epifiza ima glavo (caput radii), ki ima na vrhu vdolbino (fovea capitis radii) za sklep z glavico nadlahtnice. Okoli glave je krožna sklepna ploskev (circumferentia articularis) za stik s podlahtnico. Glava prehaja v vrat (colum radii), pod katerim leži spredaj grčavina (tuberositas radii). Nanjo se narašča dvoglava nadlaktna mišica. Distalna epifiza je masivna, lateralno je šiljast nastavek (processus styloideus radii), medialno pa je incisura ulnaris radii za stik z glavico podlahtnice. V distalno smer je obrnjena jajčasta sklepna ploskev (facies articularis carpea) za sklep s proksimalno vrsto zapestnih koščic.